# Patterson, Kalifornien
Patterson är en stad (city) i Stanislaus County i mellersta Kalifornien, USA, ostsydost om San Francisco. 11.606 invånare (2000). Orten är känd som "Apricot Capital of the World" ("Världens aprikoshuvudstad").